# Odesszai érseki exarchátus
Az Odesszai érseki exarchátus a római katolikus egyház részegyházának, az ukrán görögkatolikus egyháznak egyik apostoli exarchátusa. Az exarchátus exarchája Mihajlo Bubnij redemptorista szerzetes, Thubursicum-Burei címzetes püspök.

## Története
Az Odessza–Krími érseki exarchátus 2002. január 11-én jött létre a Kijev-Vishorodi érseki exarchátusból (amely manapság a Kijev-Halicsi főegyházmegye nevet viseli). 2014. február 13-án osztották fel az Odesszai érseki exarchátusra (latinul: Archiepiscopi Exarchatus Odessana) és az Krími érseki exarchátusra. Az első érseki exarcha Vaszil Ivasjuk érsek volt, akit aztán áthelyeztek az Kolomijai egyházmegye élére.

## Főpapok
- Vaszil Ivasjuk (2003. július 28. – 2014. február 13.)
- Mihajlo Bubnij C.Ss.R. Thubursicum-Burei címzetes püspök (2014.02.13 – hivatalban)

## Szomszédos egyházmegyék
- Bukaresti Nagy Szent Vazul egyházmegye (délnyugat)
- Kijev-Halicsi főegyházmegye (észak)
- Harkivi érseki exarchátus (északkelet)
- Donecki érseki exarchátus (kelet)
- Krími érseki exarchátus (délkelet)

## Fordítás
- Ez a szócikk részben vagy egészben  az   Ukrainian Catholic Archiepiscopal Exarchate of Odessa című angol Wikipédia-szócikk ezen változatának fordításán alapul.  Az eredeti cikk szerkesztőit annak laptörténete sorolja fel. Ez a jelzés csupán a megfogalmazás eredetét és a szerzői jogokat jelzi, nem szolgál a cikkben szereplő információk forrásmegjelöléseként.